# 西照寺
西照寺（さいしょうじ）は、奈良県奈良市今辻子町にある単立寺院。元は浄土宗の寺院であった。山号は紫雲山、院号は家康院。本尊は腹帯阿弥陀如来。

## 歴史
開基は叡尊と伝わり、当初は下三条の地に禅松庵という名で真言律宗の草庵として築かれた。後に西照庵と改め、弘治2年(1556年)、興福寺別当より紫雲山光明院西照寺の称号を賜った。
中興は英誉良阿上人で、その際浄土宗に改められ、現在地に移ったとされる。江戸期には東照宮を造営し徳川家康の霊を祀ると共に、分骨の墓碑を建立した。そのため幕府の帰依も深く、奈良奉行の赴任時にはこの寺を参拝したの記録が川路聖謨の日記に見える。
1880年(明治13年)4月、開化天皇陵の拡張整備に際し境内地を大きく提供し、寺地は狭まった。2017年現在の本堂その他は、誉見誠和尚により1954年（昭和29年)に再建されたものである。

## 文化財

### 腹帯阿弥陀如来
源義仲の母、栄松院が安産守護を祈願し造立したと伝わる。腹帯を巻いた姿が特徴的で、作風は平安時代のものであるが、漆泊処理が江戸時代になされたことにより、正確な製作時期は不明である。かつて修理がなされた際には、寛文年間の墨書きが発見された。本尊右脇壇には、善導大師、法然上人の両祖師像が安置されている。

### 良阿上人像
本寺の中興良阿上人の像で、本尊左脇壇に安置されている。良阿上人は今川義元の子であったと伝わっており、当寺庭の松に曼荼羅を掛けて講を開くと、紫に輝く光明の雲が三笠山より沸き起こり、松を照らす奇瑞が起こったという。これにより、当時の興福寺別当、一乗院三十三世より紫雲山西照寺の称号を賜った。

### 徳川家康公 位牌
かつては境内にあった東照宮御廟屋に祀られていたが、現在は本堂に安置されている。

### 徳川家康公 墓碑
本堂前方に位置し、元治年間に建立された混成の宝篋印塔。徳川家康の分骨が祀られているとされる。

### 百萬 供養塔
家康公墓碑と並立して建つ石造五輪塔。当寺門前で行き止まりとなる通りは、明治までは東の林小路町まで通じており、百萬親子が住んでいたため百萬ヶ辻子町と呼ばれていた。この石塔も元は百萬屋敷内にあったが、いつからか当寺に移されたとされる。

## 逸話・伝説

### 源義仲にまつわる逸話
開祖叡尊は源義仲の子孫ともいわれている。また義仲の母・栄松院は、婦人薬の製造を始めたと伝わり、現在中新屋町に開業している菊岡漢方薬店はその末裔とされる。菊岡家に伝わる「菊岡家文書（寛永3年(1750年)）」の記録に、「今辻子町西照寺由来之事」と題した記載があり、
元暦元年(1184年)木曽義仲の次男浄源が大和国箕田村に来り菊岡の名跡を継ぐ。のちに南都三條町に移り、衆徒となりその宅地の傍に禅照庵という一宇を建て、女人一人を尼となし、先祖菩提の香華を供ぜしむ
とある。

### 徳川家康にまつわる昔話
徳川家康と本寺の関係ははっきりしないが、一説に奈良の昔話である「家康と桶屋」の舞台は当寺付近であるという。同話の大筋は、大阪冬の陣で真田幸村に追われた家康は一時奈良まで逃げたが、この地の桶屋の桶の中にかくまってもらい、難を逃れられた。後に家康はその恩に報いるため、桶屋及び近隣社寺に寄進したというものである。

### 百萬にまつわる伝説
百萬は春日大社の巫女で、子に十萬と呼ばれる男児があった。ある時西大寺の念仏会に家族で詣でたが、混雑の中で十萬とはぐれたという。あまりの事に狂女となった百萬は十萬を探してさまよい歩き、ついに京都嵯峨清凉寺の念仏会で再開することができた。2人は奈良に戻り睦まじく暮らしたが、後に十萬は唐招提寺の道浄上人になったとも、あるいは清凉寺の十遍上人になったとも伝わる。この伝説は後に観阿弥により謡曲・百万に仕立てられた。

## 交通アクセス
- 近鉄奈良駅7-S出口より徒歩6分（経路案内）。
- JR奈良駅東口より徒歩7分（経路案内）。